# Quique Setién
Enrique Setién Solar (n. 27 septembrie 1958, Santander, Cantabria, Spania) este un fost fotbalist și fost antrenor de fotbal spaniol.
Poreclit "El Maestro", a fost cel mai cunoscut pentru cariera petrecută la Racing de Santander, începând și terminând cariera profesională de 19 ani în club acumulând totalul de 374 de meciuri și 58 de goluri în 15 sezoane.

## Carieră ca antrenor
Începând cu antrenoratul în 2001, Setién a început cu clubul la care a petrecut cea mai mare parte a carierei sale ca jucător, Racing, apoi a trecut la Polideportivo Ejido, ambele în Segunda División. Din 2005 până în 2006, a fost antrenor asistent la echipa națională de fotbal pe plajă a Rusiei. Timp de trei luni în 2006, Setién a antrenat echipa națională a Guineei Ecuatoriale. După aceea s-a mutat la o altă echipă la care a jucat, Logroñes, în divizia a treia, fiind demis la jumătatea campaniei 2007-2008.
În iunie 2009, Setién a devenit antrenorul lui CD Lugo. A condus echipa la promovarea în divizia a doua în cel de-al treilea an. În următorii trei ani au reușit să rămână pe la jumatea clasamentului, clasându-se între pozițiile 11 și 15.
La 19 octombrie 2015, în urma demiterii lui Paco Herrera, Setién a devenit noul antrenor al UD Las Palmas. A preluat echipa în zona retrogradării și i-a condus pe locul 11 în primul său sezon. La 18 martie 2017, a anunțat că va părăsi clubul Insulelor Canare la sfârșitul campaniei din cauza disputelor cu consiliul de administrație.
La 26 mai 2017, Setién a fost numit antrenor la Real Betis pentru un contract de trei ani. A condus echipa pe locul șase în primul său an, cu calificarea ulterioară în faza grupelor din UEFA Europa League.
Setién a fost numit antrenor principal la FC Barcelona pe data de 13 ianuarie 2020, înlocuindu-l pe Ernesto Valverde după demiterea sa.